# Тыловое обеспечение сражений за Пусанский периметр
Снабжение в ходе битвы за Пусанский периметр (4 августа — 15 сентября 1950) Корейской войны сыграло решающую роль. Эффективная система снабжения, управление личным составом и распределение материалов поддерживало линии снабжения сил ООН, в то время как пути снабжения Северной Кореи неуклонно сокращались и оказались перерезанными. Система снабжения ООН продолжала совершенствоваться в ходе высадки в Инчхоне и разгрома КНА у Пусана.
В ходе битвы войска ООН состоявшие главным образом из южнокорейских (ROKА), американских и британских сил обладали превосходством в воздухе и на море. Командованию ООН удалось эффективно добывать и переправлять запасы из большого склада материалов в близлежащей Японии.
Напротив деятельность северокорейской системы снабжения была затруднена действиями сил ООН, что замедлило движение запасов из Северной Кореи на поле битвы. Несмотря на логистическую поддержку, оказанную СССР и КНР в ходе сражения северокорейцы часто сталкивались с трудностями при движении их запасов со складов к линии фронта, ввиду чего северокорейские войска в нескольких критических битвах остались без тылового обеспечения.

## Предыстория

### Начало войны
В ночь на 25 июня 1950 десять дивизий КНА предприняли полномасштабное вторжение на территорию своего соседа и двинулись на юг. Войска численностью до 89 тыс. чел., двигаясь в шести колоннах, застали южнокорейскую армию врасплох, что привело к её полному разгрому. Меньшая по численности армия Южной Кореи страдала от нехватки организации и вооружения и оказалась неготовой к войне. Превосходящие по численности силы Северной Кореи сокрушили сопротивление изолированных друг от друга южнокорейских группировок (общей численностью в 38 тыс. чел.) после чего начали неуклонное движение на юг. Подавляющая часть южнокорейских войск отступала перед лицом вторжения. К 28 июня северокорейцы захватили столицу Республики Корея Сеул, вынудив правительство и рассеянную армию к дальнейшему отступлению на юг.
Для спасения Южной Кореи от полного коллапса Совет безопасности ООН проголосовал за отправку военных сил. Седьмой флот США выделил боевую группу № 77 которую возглавил авианосец «Велли-Фордж». Британский Восточный флот также выделил несколько кораблей, включая авианосец HMS Triumph для обеспечения воздушной и морской поддержки. Хотя флоты блокировали Северную Корею, а морская авиация задерживала северокорейские силы, этими усилиями не удалось остановить сокрушающее наступление КНА на юг. В дополнение к поддержке с воздуха президент США Гарри Трумэн отправил в Корею сухопутные войска. Хотя 24-я американская пехотная дивизия из восьмой армии США находилась в Японии, и могла вмешаться в военные действия, сокращения после окончания второй мировой войны означали ограничение американской военной мощи на Дальнем востоке, дивизия не обладала полным составом, её экипировка устарела. Тем не менее, дивизия получила приказ отправляться в Корею.
24-я пехотная дивизия стала первым американским подразделением, отправленным в Корею. В задачу дивизии входило ввергнуть в шок северокорейцев наступающих на южнокорейскую армию, задержать как можно больше северокорейских подразделений и выиграть время для прибытия подкреплений ООН. Несколько недель дивизия в одиночку пыталась задержать северокорейцев, чтобы дать время 1-й кавалерийской, 7-й и 25-й пехотным дивизиям и другим частям восьмой армии выйти на позиции. Наступательные подразделения 24-й пехотной дивизии 5-го июля 1950 года потерпели тяжёлое поражение в битве за Осан, первом сражении между войсками Северной Кореи и США. В течение первого месяца после поражения 24-я дивизия потерпела ещё несколько поражений и была отброшена на юг, так как силы Северной Кореи превышали числом и были лучше оснащены. Полки 24-й дивизии систематически отбрасывались на юг в боях возле Чочивона, Чочана и Пхёнтхека. В битве за Тэджон 24-я дивизия встала насмерть и была почти полностью уничтожена, но всё же задержала северокорейцев до 20 июля. К этому времени был организован Пусанский периметр, а силы Восьмой армии приблизительно сравнялись по численности с силами Северной Кореи, наступающими в регионе, в то же время ежедневно прибывали свежие подразделения ООН.

### Наступление КНА
После захвата Тэджона северокорейские войска начали окружение Пусанского периметра со всех сторон в попытке его охвата. 4-я и 6-я северокорейские пехотные дивизии предприняли широкое скоординированное наступление на юг, нацелившись на обход левого фланга сил ООН. Однако наступление КНА периодически отражалось американскими и южнокорейскими войсками. Несмотря на то, что всё же северокорейцы неуклонно выдавливали южнокорейские войска на юг, южнокорейцам удалось дальше к югу усилить сопротивление, пытаясь тем самым задержать как можно дольше северокорейские войска. Северокорейские и южнокорейские войска сражались за контроль над несколькими городами, нанося друг другу тяжёлые потери. Силы южнокорейской армии ожесточённо обороняли Йонгдок, но всё же были отброшены. В битве за Андон южнокорейцам удалось отразить наступление КНА.
На западе американские войска также периодически отбрасывались, но в итоге им удалось остановить наступление северокорейцев. 3-й батальон 29-го пехотного полка, недавно прибывший в Корею 27 июля попал в скоординированную засаду северокорейцев и понёс тяжёлые потери, после чего для северокорейцев открылся проход в район Пусана. Вскоре после этого северокорейцам удалось взять Чинджу на западе, отбросив при этом 19-й пехотный полк и открыв дороги на Пусан. Тем не менее, впоследствии американским частям удалось разбить и отбросить назад северокорейские силы на фланге в битве за Ночь, 2-го августа. Страдая от растущих потерь, северокорейские войска на западном фланге отступили назад для перегруппировки и получения подкреплений. Это дало обеим сторонам несколько дней передышки для подготовки к дальнейшим битвам за Пусанский периметр.

## Тыловое обеспечение сил ООН

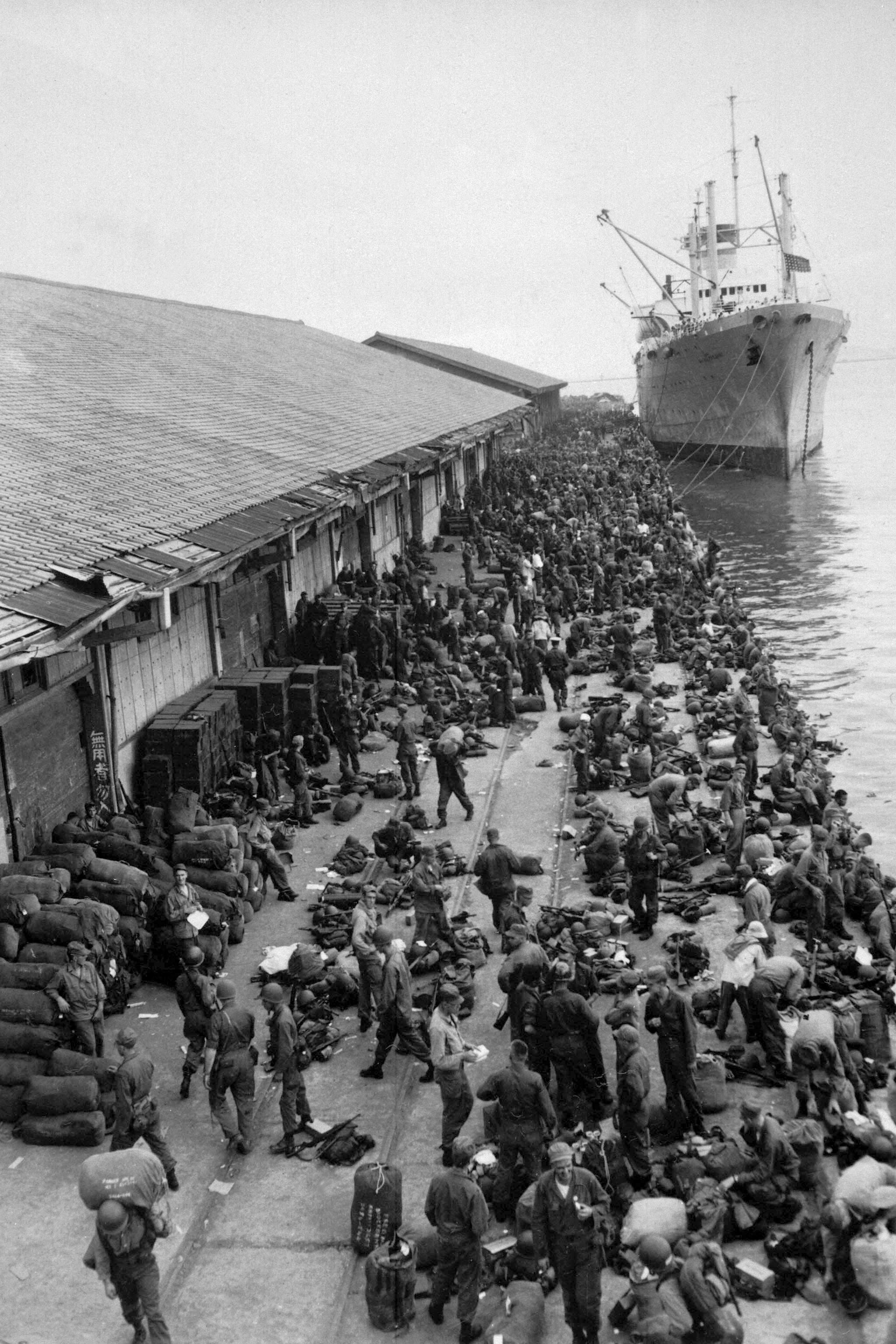
Разгрузка

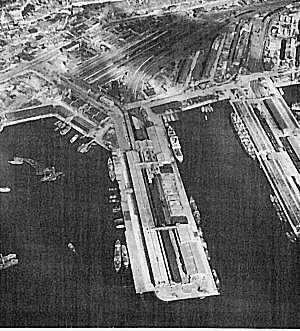
Гавань Пусана, где разгружалось большинство грузов ООН в 1950.

1 июля американское командование на Дальнем востоке приказало восьмой армии принять ответственность за полное тыловое обеспечение командования ООН (UNC) в Корее, включавшее в себя силы американской, южнокорейской и британской армий действующих в Корее. Также это включало поддержку австралийских, канадских, новозеландских и голландских кораблей участвующих в боевых действиях. Когда Восьмая армия приступила к действиям в Корее, её тыловое обеспечение было возложено на тыл данной армии, который всё ещё оставался в Иокогаме (Япония). Эта двойная роль Восьмой армии — воевать в Корее и снабжать все воюющие здесь войска привели к обозначению части армии в Корее как Восьмая армия США в Корее. Такое положение продлилось до 25 августа, пока командование на Дальнем востоке не активировало японское логистическое командование под началом генерал-майора Уолтера Л. Уэйбла. Данное командование приняло на себя обязанности по снабжению, которые ранее выполнял тыл Восьмой армии. Также оно приняло ответственность за потоки беженцев и военнопленных.
Материалы снабжения необходимые для поддержки американской и южнокорейской армий приходили из США и Японии. То что можно было достать на складах в Японии или у японских производителей добывалось и отправлялось на фронт. В начале июля 1950 года японские производители начали выпускать противотанковые мины и 18 июля в Пусан на судне прибыл первый груз в 3 тыс. противотанковых мин. Такое количество боеприпасов стало доступным для американских сил в Корее в основном благодаря плану «свёртывания» командования на Дальнем востоке, который уже вступил в действие до начала военных действий. План был задуман бригадным генералом Урбаном Нибло, старшим офицером артиллерии командования на Дальнем востоке и благодаря ему вступил в действие в 1948. Согласно плану артиллерия и боеприпасы переводились с американских аванпостов на островах Тихого океана в Японию на ремонт, восстановлению или утилизацию. В ходе июля и августа 1950 через артиллерийские ремонтные мастерские ежемесячно проходило по 4 тыс. автомобилей. За год прошедший после начала боевых действий более 46 тыс. автомобилей было отремонтировано или перестроено в Японии.

### Вызовы
Переоснащение южнокорейской армии стало в июле большой проблемой для американского командования. Чтобы удовлетворить часть требований американское командование в августе заключило контракты с японскими производителями на производство 68 тыс. транспортных единиц (в основном грузовиков и самосвалов) для южнокорейской армии, первые из них должны были прибыть в сентябре. Самой большой проблемой для американских сил стала нехватка боеприпасов. После начала войны и далее в боях за Пусанский периметр силы ООН полагались на склады боеприпасов, оставшихся после второй мировой войны. Большая часть из них уже была испорчена, и в 60 % случаев не годилась вовсе, в результате боеприпасов особенно для орудий управлявшихся расчётами часто не хватало. В особом дефиците были кумулятивные противотанковые снаряды, но ситуация изменилась после того как японские производители увеличили производство чтобы достигнуть уровня военного времени, как часть операции «Перестройка» командования на Дальнем востоке. К августу 1950 года эта операция приняла гигантские масштабы, к концу 1950 года на восьми японских заводах было занято уже 19.908 человек. Благодаря этим усилиям ситуация со снабжением ООН улучшилась но тем не менее боеприпасов в течение всей войны не хватало.
Другой проблемой системы снабжения ООН стало отсутствие заранее разработанного плана пополнения запасов. В различных частях был разный уровень потребления и в результате отсутствия координации некоторые части ООН испытывали нехватку боеприпасов, в то время как другие части требовали материалов больше, чем им нужно было в действительности. Чтобы выправить эту ситуацию снабженцам ООН пришлось с ростом потребностей спешно создавать план.
Также серьёзный вопрос представлял недостаток бронетехники. Чтобы выполнить требования, для движения к Пусанскому периметру было спешно перестроено и усовершенствовано множество старых бронированных платформ. Для применения в Корее из складов были извлечены и перестроены средние танки второй мировой войны М4А3 «Шерман» (предпочтение было отдано наиболее продвинутой модели М4А3Е8 (76)W HVSS «Шерман»). Также для использования в Корее были перестроены и модифицированы бронетранспортёры M3. В ходе начальных боёв американцы в основном использовали лёгкие танки М24 «Чаффи», ввиду их наибольшей доступности и боеготовности, тем не менее, в боях они оказались слабее более тяжёлой северокорейской бронетехники. Всё вооружение использовалось во второй мировой войне и рассматривалось как находящееся в плохом состоянии. Появление северокорейских танков Т-34 вынудило американцев вводить в битву больше тяжёлых более мощных танков. В августе в Пусан прибыли шесть танковых батальонов (в каждом по 69 танков). К концу месяца там скопилось свыше 500 танков сил ООН. Большинство из них — танки M4A3E8 «Шерман» и более крупные тяжёлые танки М26 «Першинг», хотя на периметр также в небольшом количестве выдвигались новые танки М46 «Паттон».
9 июля 2-я американская пехотная дивизия, к которой были приданы несколько бронетанковых и зенитно-артиллерийских частей, получила приказ выдвигаться на Дальний восток. На следующий день генерал Макартур потребовал, чтобы 2-я дивизия была бы доведена до полной численности, если это возможно без задержки её отправки. Он также потребовал части пополнения для усиления четырёх пехотных дивизий уже находящихся на Дальнем востоке до полной военной численности. Макартур уточнил, что для каждой дивизии нужно четыре танковых батальона, 12 рот тяжёлых танков, 11 пехотных батальонов, 11 батальонов полевой артиллерии и четыре батальона автоматического зенитного вооружения. К 7 августа в Корее действовал 9-й американский пехотный полк, он был отправлен в область выступа реки Нактонган. К концу месяца в Корею прибыли остальные силы 2-й пехотной дивизии.
После окончания второй мировой войны, исходя из опыта сражений на европейском театре, армия разработала концепцию мобильного армейского хирургического госпиталя. Командование армии решило, что как можно ближе к передовой должен находится высокомобильный госпиталь для увеличения числа выживших. Мобильные госпитали для лечения раненых насчитывали 60 коек и 124 человек персонала. К началу войны в Корее все мобильные госпитали были не укомплектованы, пересечённая местность корейского театра ограничивала транспортные возможности, поэтому мобильным госпиталям было очень сложно действовать в сражении за Пусанский периметр. Первым в Корею прибыл 8055-й мобильный госпиталь, 9 июля он был придан 24-й пехотной дивизии. Затем к силам ООН присоединились 8063-й и 8067-й мобильные госпитали. Обычно мобильные госпитали были переполнены ранеными ввиду недостатка транспорта, в то время как ежедневно часто поступало по 150—200 пациентов, иногда их число достигало 400. Медицинский персонал оказывал помощь тем, кто находился в слишком опасном состоянии, чтобы быть эвакуированным. Те, кого можно было транспортировать или те кому не моли оказать помощь в мобильных госпиталях перевозились по морю или по воздуху (в зависимости от тяжести ранений) в армейские госпитали в Японии.

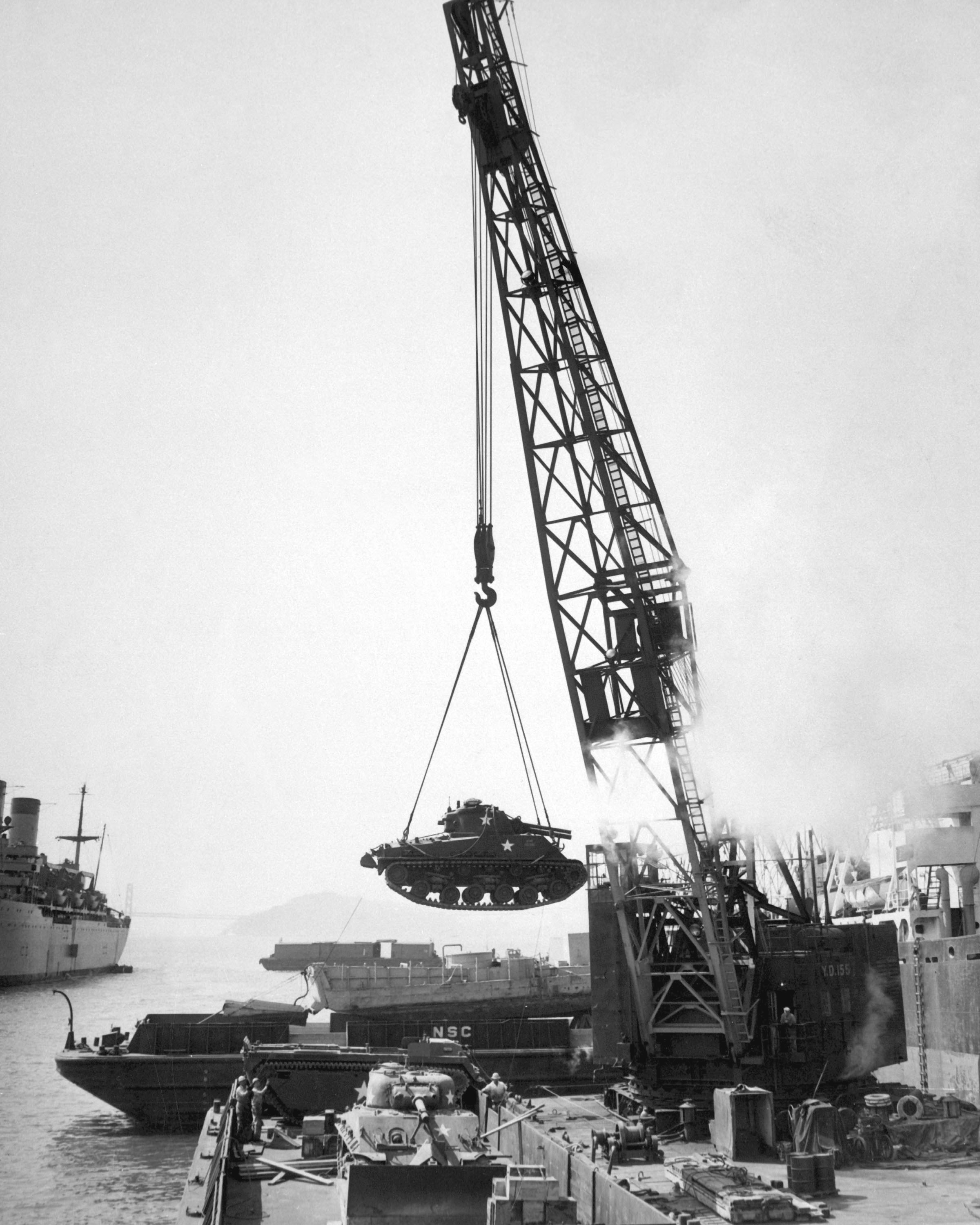
Американский танк погружается на катер в Калифорнии для отправки в Пусан. 1950 год.

В течение первых дней войны проблемой снабженцев стало также пропитание сил ООН. В Корее не было пайков С, в Японии остался только небольшой запас к началу войны. Генерал-квартирмейстер армии США немедленно начал переброску на Дальний восток всех доступных пайков С и пайков В «5 в одном». Сначала в частях были в основном полевые пайки К периода Второй Мировой войны. Силам ООН в начальной фазе войны пришлось полагаться на американские запасы материалов времён Второй Мировой войны. Пропитание южнокорейских войск было равнозначным и также представлялось сложной проблемой. Обычным рационом южнокорейских войск был рис или ячмень и рыба. Они состояли из 820 г риса или ячменя, полфунта галет и полфунта рыбных консервов со специями. Часто готовый рис слепленный в шарики и обёрнутый в листы капусты прокисал до того как достигал линии фронта и часто прибывал не целиком. Время от времени рацион пополнялся благодаря покупкам у местных продовольствия на сумму в 200 вон (5 центов) на человека. В сентябре 1950 южнокорейская армия ввела улучшенные рационы состоящие из трёх блюд по одному для каждого ежедневного приёма пищи. Энергетическая ценность нового рациона составляла 3.210 калорий, вес 1 кг, в рацион входили рисовый крахмал, бисквиты, рисовые пирожки (тток), горох, водоросли, рыба, жевательная резинка, вкусовые добавки. Паёк был запакован в водонепроницаемую сумку. После внесения незначительных изменений [командование] сочло данный рацион пригодным для южнокорейских войск, незамедлительно началось его производство. Рацион стал стандартным в первые годы войны.

### Снабжение по воздуху
Переброска по воздуху на Дальний восток наиболее критически необходимого началась почти немедленно из США. После начала войны произошло быстрое увеличение тихоокеанского дивизиона военно-воздушной транспортной службы (MATS) министерства обороны. Переброска на Дальний восток была расширена благодаря чартерам гражданских самолётов. Канадское правительство предоставило ООН эскадрилью королевских ВВС Канады из шести транспортных самолётов. Бельгийское правительство отрядило несколько самолётов DC-4. Таким образом воздушный флот из 60 четырёхмоторных самолётов крейсировавших над Тихим океаном до 25 июня 1950, быстро увеличился до приблизительно 250 самолётов. Вдобавок между США и Гавайями летали самолёты MATS С-74 и С-97.

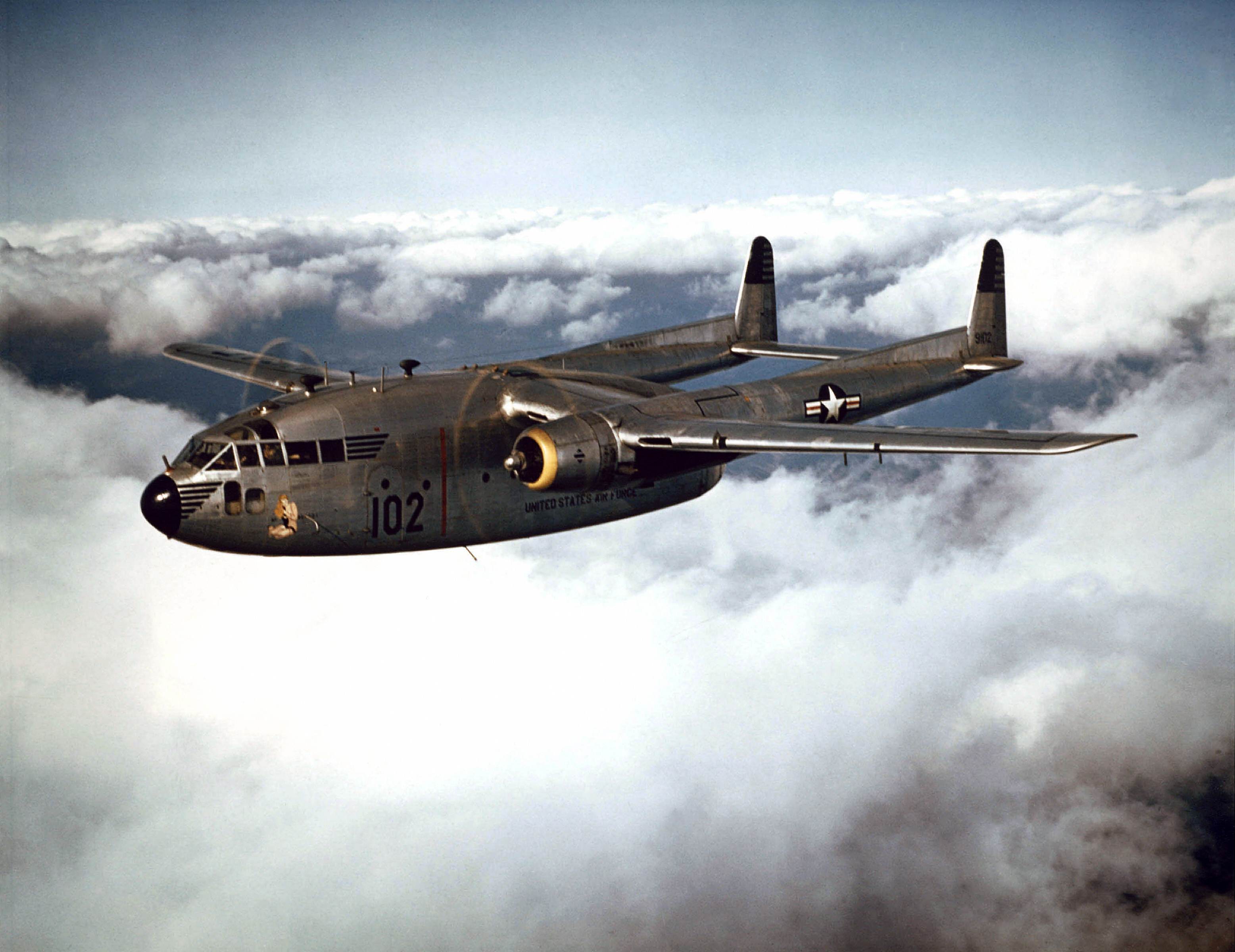
Для переброски грузов и людей к Пусанскому периметру интенсивно использовались американские самолёты Fairchild C-119 Flying Boxcar.

Полёты самолётов в Корею из США проходили по трём маршрутам, которые пилоты обычно назвали «большим кругом». Один маршрут начинался из базы ВВС Маккорд (к югу от г. Такома, штат Вашингтон) и шёл через Анкоридж (штат Аляска) и Симия (Алеутские острова) заканчиваясь в Токио. Расстояние составляло 9.154 км. Время полёта 30-33 часа. Второй маршрут проходил по средней области Тихого океана, начинаясь с базы ВВС (близ Сан-Франциско, штат Калифорния), проходил через Гонолулу и атолл Уэйк, заканчиваясь в Токио. Расстояние составляло 10.812 км. Время полёта 34 часа. Третий маршрут начинался в Калифорнии, шёл через Гонолулу, атоллы Джонстон и Кваджалейн, остров Гуам заканчиваясь в Токио. Расстояние составляло 13 тыс. км. Время полёта 40 часов. В июле 1950 по воздуху ежедневно доставлялось 106 тонн грузов. В Японии большинство грузов для авиапереброски в Корею размещалось в посёлке Асия или на близлежащих аэродромах баз ВВС Итадзукэ и Брейди.
Расход авиационного бензина в ходе боевых и транспортных операций в ходе ранней фазы войны был настолько высоким, а запасы горючего на Дальнем востоке были настолько ограниченными, что это составило одну из наиболее серьёзных проблем снабжения для стратегов ООН. Океанские танкеры только изредка могли идти в ногу со скоростью потребления. Хотя ситуация никогда не принуждала [командование] ООН приостанавливать свои воздушные операции, обстановка несколько раз становилась тяжёлой и ситуацию спасало только быстрая закупка запасов в Японии. Несколько раз в ходе войны запросы военных оставляли японские заправочные станции без топлива на продажу для общества.

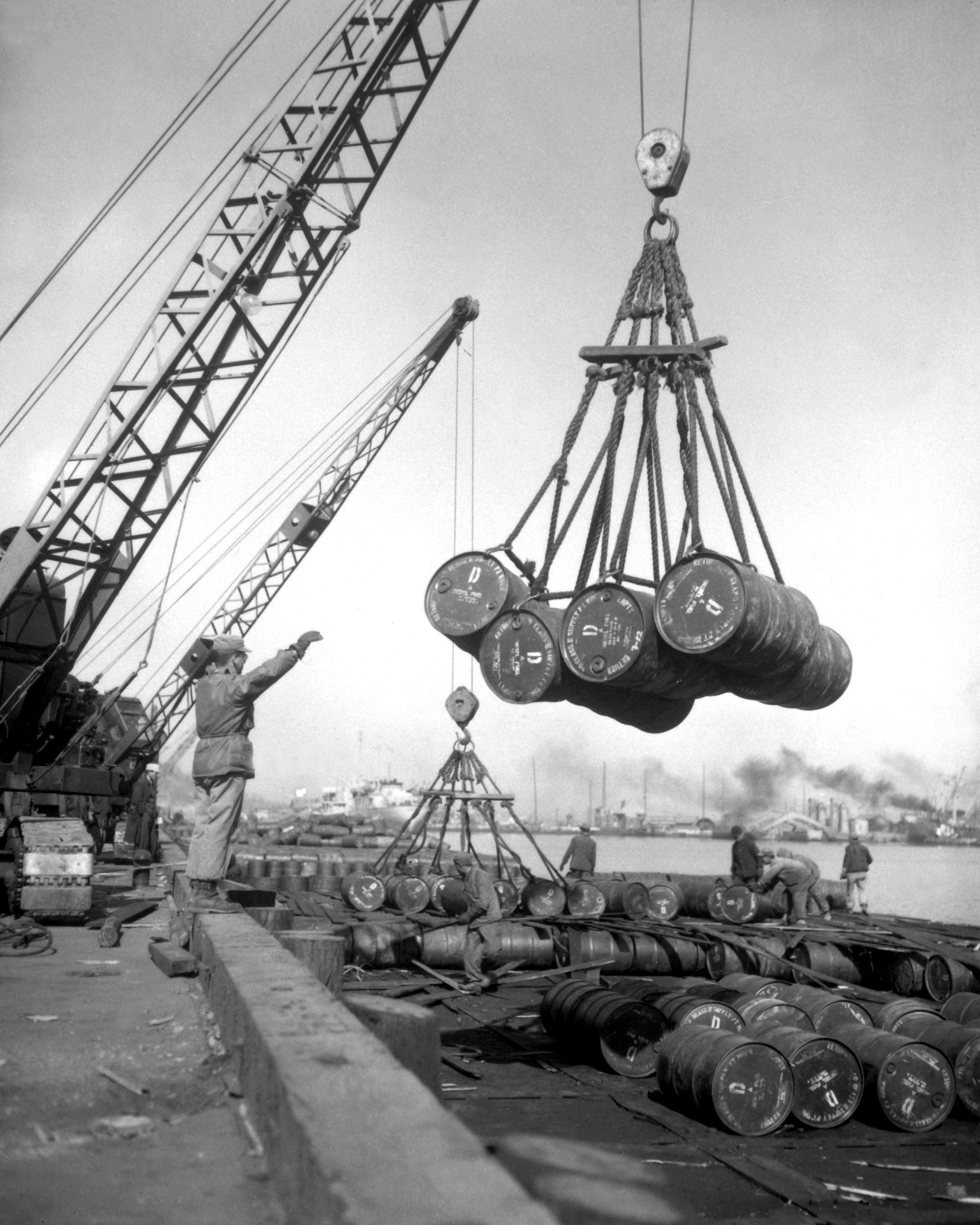
Разгрузка горючего в Пусане. Недостаток бензина стал серьёзной проблемой для снабженцев ООН в Пусане.

Воздушная переброска критически необходимых наименований из США снизилась к концу июля, поскольку наземная транспортировка начала выполнять требования. Некоторые наименования, такие как новые 3,5-дюймовые ракеты всё ещё доставлялись по воздуху, в августе по 900 ракет доставлялись по воздуху ежедневно в Корею. Новые 5-дюймовые ракеты для истребителей авиации флота, разработанные на артиллерийской испытательной станции близ г. Иниокерн (штат Калифорния) доставлялись полностью по воздуху. 29 июля самолёт ВВС доставил специальный рейсом из Иниокерна на Дальний восток первые 200 снарядов.
После первых недель войны были предприняты шаги по снижению числа авиарейсов в Корею из Японии. К 15 июля восьмая армия организовала ежедневный паром из области Хаката — Моджи в Пусан и скоростные поезда — экспрессы из области Токио-Иокогама. Была организована система доставки по образцу Red Ball Express времён Второй Мировой войны. Ежедневно перебрасывалось 300 тонн наименований и грузов, критически необходимых в Корее. По этой системе грузы доставлялись из Иокогамы в Сасебо чуть более чем за 30 часов и в Пусан в общем за 53 часа. Первый грузовой поезд Red Ball Express, обладающий наивысшим приоритетом, покинул Иокогаму 23 июля в 13:30. Два дня спустя начались регулярные рейсы. Грузы Red Ball выходили из Иокогамы в 23.30 и прибывали в Сасебо на следующее утро в 05.42. Оттуда грузы перегружались с поездов на суда, которые выходили ежедневно в 13.30 и прибывали в Пусан на следующее утро в 04.00.
Ежедневная переброска грузов по железной дороге и по воде Red Ball Express по маршруту Иокогама — Сасебо — Пусан началась 23 июля. К августу система набрала обороты, стало возможным быстро доставить любые доступные в Японии грузы в Корею. Для примера5 августа было доставлено 308 тонн, 9 августа — 403, 22 августа — 574 тонны, 25 августа- 949 тонн. Успешная деятельность системы Red Ball Express сократила авиаперевозки. Их объём упал с 85 тонн (31 июля) до 49 тонн (6 августа). Благодаря экспрессу были отменены почти все авиаперевозки из Японии в Корею. Грузы доставлялись в Корею за среднее время в 60-70 часов, в то время как время доставка самолётами варьировалось от 12 часов до 5 дней. Система доставки Red Ball оказалась не только более эффективной, но и более постоянной и надёжной.
Падение объёмов авиаперевозок в Корею побудило командующего силами ВВС на Дальнем востоке генерал-майора Эрла Е. Партриджа 10 августа выразить недовольство, что армия не полностью использует возможности авиации по доставке 200 грузов в день. В этот же день командование восьмой армией приказало сократить объём перевозок по системе Red Ball Express и максимально увеличить объём авиаперевозок. Причиной этой меры стало внезапное осознание того что порт Пусан не мог своевременно принять такое большое количество грузов. На следующий день по предложению Партриджа два 2,5 тонных грузовика были переброшены на самолёте С-119 с базы ВВС Татикава (Япония) в Тэгу. Командование ВВС планировало таким способом перебрасывать по два грузовика ежедневно. В результате командование восьмой армии приказало с 15 августа приостановить систему Red Ball Express за исключением вторников и пятниц на каждой неделе, если груз будет слишком трудно перевозить самолётами. После этого распоряжения объём воздушных грузов резко возрос. 16 августа самолёты перевозили по 324 тонны грузов и 595 пассажиров, 19 августа — 160 тонн грузов и 381 пассажира, 28 августа — 398 тонн грузов и 343 пассажира, 29 августа — 329 тонн грузов и 347 пассажиров.

### Морские перевозки

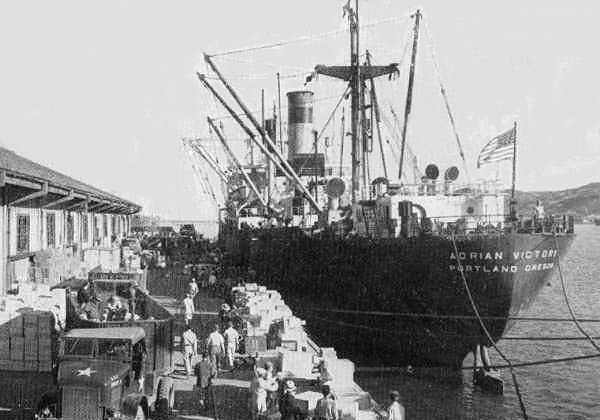
Разгрузка американских кораблей в Пусане, 1950 год.

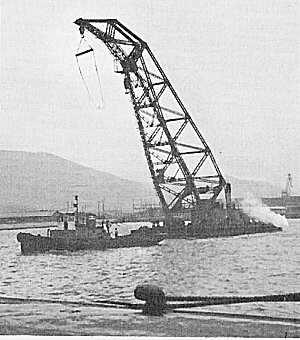
Прибытие 60-тонного крана в Пусан, 1950 год.

Основная часть перебросок по морю осуществлялась грузовыми кораблями армии и флота США. Большая нужда в кораблях вынудили командование ООН фрахтовать частные суда и возвращать обратно на службу суда из состава резервного флота. Основное преимущество сил ООН при морских перевозках заключалось в обладании портом Пусан который являлся наиболее развитым портом в Корее. Пусан был единственным портом в южной Корее имевшим достаточно большие причалы для разгрузки значительных по габаритам грузов. К его четырём пирсам и промежуточным набережным могли причаливать 24 или более глубокосидящих корабля, берега Пусана предоставляли пространство для разгрузки шести больших десантных кораблей (LST), таким образом, через порт могло ежедневно проходить по 45 тыс. тонн в день. Тем не менее, ежедневно разгружаемая масса грузов редко превышала 14 тыс. тонн в связи с недостатком квалифицированной рабочей силы, больших кранов и грузовиков.
Расстояние в морских милях от основных японских портов до Пусана зависело от того в каком порту загружались корабли. 200 км от Фукуока, 228 от Моджи, 240 км от Сасебо, 669 км от Кобе, 1.700 км от Иокогамы через канал Бунго. Для людей морское путешествие от западного побережья США до Пусана занимало приблизительно 16 дней, движение тяжёлого оборудования или грузов, разгружавшихся более медленно, занимало большее время.
За июль 1950 в Пусане было выгружено 309.314 тонн грузов снабжения и оборудования, ежедневно выгружалось по 10,666 тонн. Первые краны для тяжёлых грузов прибыли 23 июля. Из Иокогамы прибыли 60-тонный кран и два крана на гусеничном ходу, проделав путь на буксире в 1.400 км. В первые недели августа в Пусан прибыл 100-тонный кран. В первой половине августа в Пусан прибыл 100-тонный кран. Во второй половине июля в гавань Пусана прибыли 230 судов, 214 его покинули. За этот период там было выгружено 42.581 чел. войск, 9.454 транспортных средств и 90.314 тонн грузов. Через подчинённые порты Ульсан и Суён на пляжи выгружались боеприпасы и нефтепродукты с барж, танкеров и десантных катеров LCM.

### Движение к линии фронта

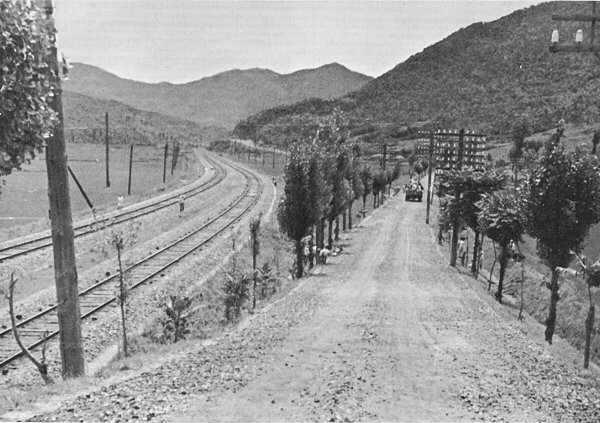
Главная железная и автомобильная дорога Сеул-Пусан имела ключевую важность для доставки грузов на фронт.

От Пусана на север простиралась неплохая железнодорожная система, построенная японцами и хорошо заполненная балластом из размолотых скальных пород и речного гравия. Второстепенные железнодорожные линии шли на запад вдоль южного побережья через Масан и Чинджу и на северо-восток у восточного побережья близ Пхохана. Восточная линия поворачивала вдоль страны и шла через центрально-восточную область восточно-корейских гор. Железнодорожные линии составили основу транспортной системы ООН в Корее.
Все корейские автомобильные дороги (общей протяжённостью 32 тыс. км) были второразрядными по американским и европейским стандартам. Даже лучшие из них были узкими, недостаточно осушаемыми и засыпанными только гравием или камнями, тщательно растолчёнными вручную, уложенными в грязь и утрамбованными проезжающим транспортом. Выше всего инженеры восьмой армии смогли оценить гравийно-каменную дорогу с пологими уклонами и поворотами шириной в 1,5 −2 полосы. Согласно описаниям инженеров в Корее не было двух полосных дорог шириной в 6, 7 м. Ширина обычных дорог была 5, 5 м с многочисленными сужениями на узких мостах и проходах, где ширина сужалась до 3, 4 — 4 м. Часто на этих дорогах попадались короткие участки с крутыми поворотами и уклонами в 15 %. По корейским дорогам двигались в основном повозки запряжённые быками. Дорожная сеть, как и рельсовая, в основном простиралась с юга на север, имелось несколько прибрежных дорог с востока на запад.

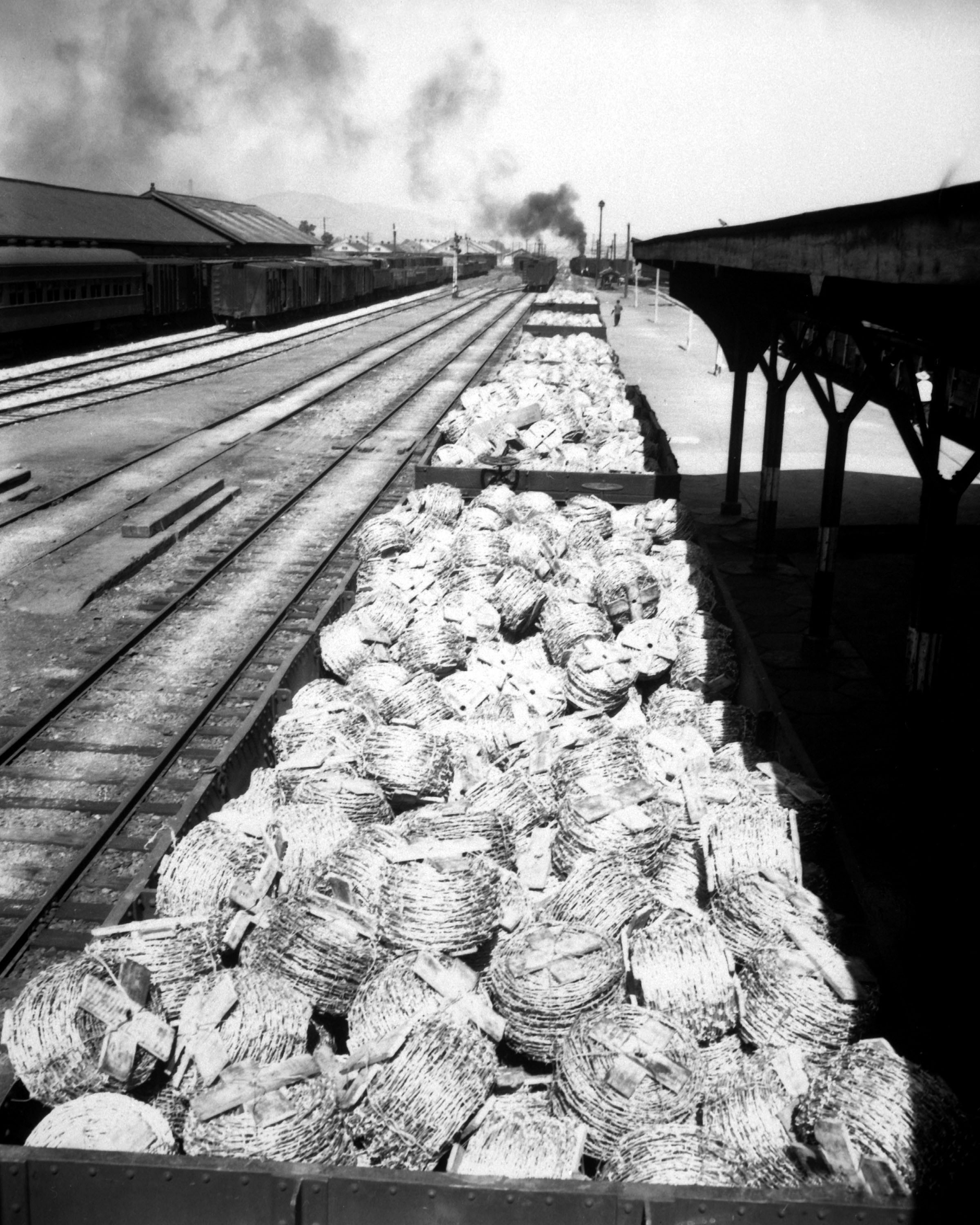
Платформы загруженные колючей проволокой движутся по железной дороге Сеул-Пусан к линии фронта, 1950 год.

В июле американские части снабжения постоянно работали, чтобы организовать движение поездов из Пусана через железнодорожные станции к линии фронта. К 18 июля удалось организовать регулярное ежедневное движение поездов снабжения по двум маршрутам: главный Пусан- Тэгу — Кимчон с веткой Кимчон -Хамчан и однопутной железнодорожной линией Пусан-Кёнджу-Андон до восточного побережья с веткой Кёнджу-Пхохан. После того как поле боя начало быстро перемещаться на юг, поезда в конце июля не доходили до Тэгу и Пхохана. После того как северокорейцы стали угрожать району Масана стал ходить ежедневный поезд Пусан-Масан. К 1 июля командование ООН контролировало 2.260 км железных дорог в южной Корее. К августу это число сократилось до 694 км.
За июль из Пусана к линии фронта отправилось 350 смешанных поездов — 2.313 вагонов с 62.950 т грузов. Также из Пусана на фронт отправился 71 пассажирский поезд с военными частями и подкреплениями. В Пусан с передовой вернулись 38 госпитальных поездов с 2.581 пациентом и 158 вагонов загруженных личными вещами изъятыми командирами у своих подчинённых с целью ограничить потребности только боевыми нуждами. Поскольку железные дороги в Корее были построены японцами ремонт и замену могли проводить сотрудники из Japanese National Railways, они были незамедлительно переброшены по воздуху в Корею незадолго после того как стала известной необходимость в них. Одной из наиболее важных и значительных приобретений в Японии для использования в Корее стала покупка 25 локомотивов рассчитанных на европейскую колею. К 1 августа на национальную полицию республики Корея была возложена ответственность по защите всех железнодорожных мостов и туннелей. На каждом из этих объектов была размещена вооружённая охрана, число охранников зависело от важности объекта.
Время о времени партизаны совершал нападения на поезда в тыловых областях Пусанского периметра, обычно в районе Йонгчон — Кёнджу к востоку или вдоль реки нижней части реки Нактонган в области Самнанджин. Эти атаки привели к небольшим потеря среди контингента ООН и небольшим повреждениям железных дорог. Самая успешная партизанская атака произошла за линией Пусанского периметра против ультракороткой радиорелейной станции на высоте 915 в 13 км к югу от Тэгу. Партизанский отряд численностью в 100 человек в 5.15 пошёл в атаку, отбросил южнокорейских полицейских и поджёг здания. На следующий день отряд южнокорейской полиции вновь занял район и партизаны отошли.
В августе [командование] ООН начало использовать корейских гражданских с А-рамами в качестве носильщиков для переброски грузов через горы к линии фронта. Этот метод оказался дешевле и эффективнее чем использование вьючного скота. Американские части использовали гражданских носильщиков по соглашению с южнокорейской армией. Вскоре состав американских дивизий стал использовать корейцев почти на всех неквалифицированных работах, на каждую дивизию приходилось по 500 рабочих и носильщиков.

## Тыловое обеспечение КНА
Ответственность за снабжение северокорейских сил была разделена между министром национальной обороны (MND) (возглавляемым маршалом Чхве Ён Гоном и управлением обслуживания тыла (NKPA), возглавляемым генералом Choe Hong Kup. MND в основном отвечало за переброски по железной дороге и приобретение предметов снабжения, а управление тыла — за транспортировку по дорогам. Логистическая система северокорейцев была намного слабее и существенно меньше чем система ООН. Поэтому система могла доставлять намного меньшие объёмы, что порождало серьёзные трудности для войск на линии фронта. Система северокорейцев была основана на эффективной советской модели, доставка снабжения базировалась в основном на железные дороги, в то время как войска, разбившись на отдельные подразделения, передвигались пешком, на грузовиках или повозках. Второй способ был более гибким, но представлял серьёзные неудобства, поскольку был менее эффективен и часто слишком долгим для передвижения фронтовых частей.

### Вызовы

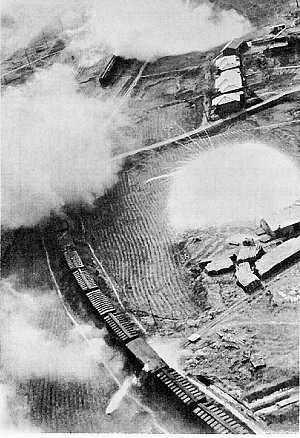
Американская авиация обрабатывает северокорейский поезд ракетами и напалмом, 1950 год.

В середине июля силы ВВС ООН на дальнем востоке (FEAF) начали наносить постоянные удары возрастающей мощи по стратегическим логистическим целям Северной Кореи за линией фронта. Первым ударам подвергнулся г. Вонсан на восточном побережье. Вонсан был центром коммуникаций и по железной дороге и морю связывал Владивосток и Сибирь с Северной Кореей. Вонсан был связан железнодорожными линиями со всеми северокорейскими центральными объектами, через него в начале войны осуществлялась большая часть советского снабжения, и он рассматривался как основная военная цель. 13 июля состоялась первая массированная бомбардировка города силами стратегической авиации FEAF, на город было сброшено 400 тонн фугасных бомб. Через три дня 30 самолётов В-29 нанесли удар по другому ключевому объекту северокорейского снабжения — по железнодорожным сортировочным станциям Сеула.
Бомбардировщики ООН немедленно нанесли удары по понтонному мосту через реку Хан близ Сеула, представлявшему главную линию снабжения для войск, штурмующих Пусанский периметр, и попытались разрушить отремонтированный железнодорожный мост. Несколько бомбардировок не достигли цели, но 29 августа 12 бомбардировщиков нанесли успешный удар, было сообщено, что мост разрушен. На следующий день 47 бомбардировщиков В-29 нанесли удар по заводу по производству азота в Чосоне на северо-восточном побережье. В это же время палубные самолёты с американского авианосца «Велли-Фордж», находившегося в Жёлтом море уничтожили шесть локомотивов, 18 вагонов из 33-х вагонного поезда и 22 июля повредили шоссе и железнодорожный мост близ Хеджу.
27 июля командование бомбардировочной авиации FEAF подготовило всесторонний план пресечения железнодорожных перевозок живой силы и материалов противника к линии фронта. Уничтожение двух ключевых целей — железнодорожного моста Пхёнана и сортировочных станций и моста у Хамхына и сортировочных станций в Вонсане и Хамхыне практически полностью могло бы перерезать железнодорожную сеть Северной Кореи. Разрушение железнодорожных мостов через реку Ханган близ Сеула перерезало железнодорожные коммуникации с районами Пусанского периметра. 28 июля командование сил ВВС на дальнем востоке предоставило командованию бомбардировочной авиации список целей по программе пресечения железнодорожных перевозок, спустя два дня был готов план по пресечению перевозок по шоссе. 3 августа FEAF выпустило списки целей для скоординированных атак по пресечению снабжения к югу от 38 параллели для пятой группы ВВС и флота. Зоны 5-й группы и бомбардировочной авиации FEAF разделяла река Ханган.

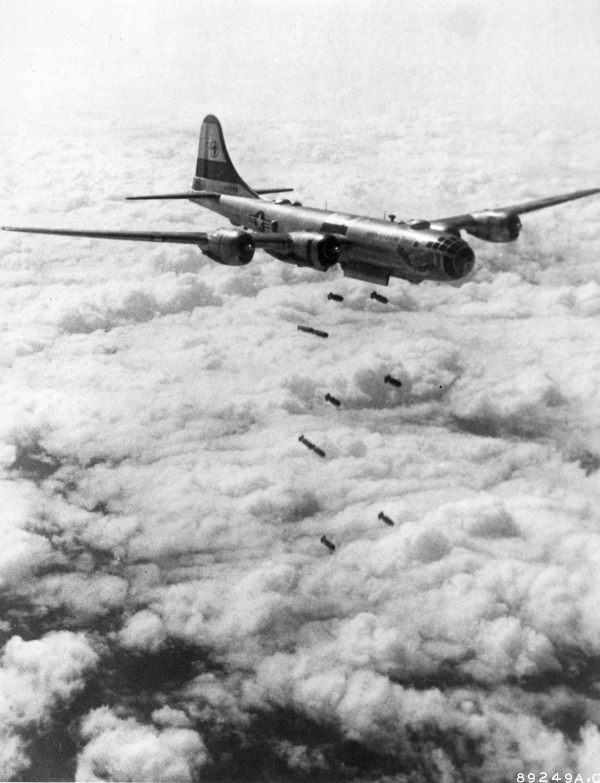
Бомбардировщики B-29 выполняют боевое задание. B-29 выполнили большинство авиаударов с целью прерывания северокорейских линий снабжения.

4 августа бомбардировщики B-29 сил FEAF начали наносить удары по всем ключевым мостам к северу от 37-й параллели Кореи согласно плану пресечения снабжения. 15 августа к программе присоединились лёгкие бомбардировщики и истребители-бомбардировщики. Целью кампании было разрушение 32 железнодорожных и шоссейных мостов на трёх главных транспортных маршрутах через Корею; на линии ведущей на юг от Синаджу к Пхеньяну и на северо-восток к Вонсану на восточном побережье; на линии к югу от 38-й параллели от Мунсан-ни ведущей через Сеул к Чхунчхону и к Чумунджин-ап (на северо-востоке Каннына) на восточном побережье и на линии ведущей на юг от Сеула к Чочивону и на восток к Вонджу и к Самчхоку на восточном побережье. В число целей также попали девять станций, в том числе в Сеуле, Пхеньяне и Вонсане и порты Инчхон и Вонсан (предполагалось их заминировать). В случае успешного выполнения программы движение северокорейских грузов вдоль главных дорог на юг к фронту замедлилось бы и возможно даже прервалось.
7 августа удары бомбардировщиков В-29 американских ВВС уничтожили арсенал армии в и железнодорожные мастерские в Пхохане. 7, 9 и 10 августа бомбардировщики полностью уничтожили большой завод по получению бензина Чосон близ Вонсана. Завод с его производительностью в 250 тыс. тонн бензина выдавал примерно 93 % бензиновой продукции Северной Кореи. В течение месяца ВВС США бомбили химический комплекс в районе г. Хыннам (комплекс являлся крупнейшим в Азии) сбросив с период с 30 июля по 19 сентября 1.761 тонну бомб. Также бомбардировкам подверглись доки в Наджине в 27 км от границы с СССР и в 16 км от Владивостока. Наджин был важным портом для приёма судов, везущих грузы из Владивостока и железнодорожным центром. 28 августа бомбардировщики сбросили 326 тонн бомб на металлургические предприятия в Кимчхэке. Три дня спустя авиация нанесла тяжёлый урон алюминиевым и магниевым заводам в Нампхо, сбросив на них 284 тонны бомб.

### Наземное снабжение

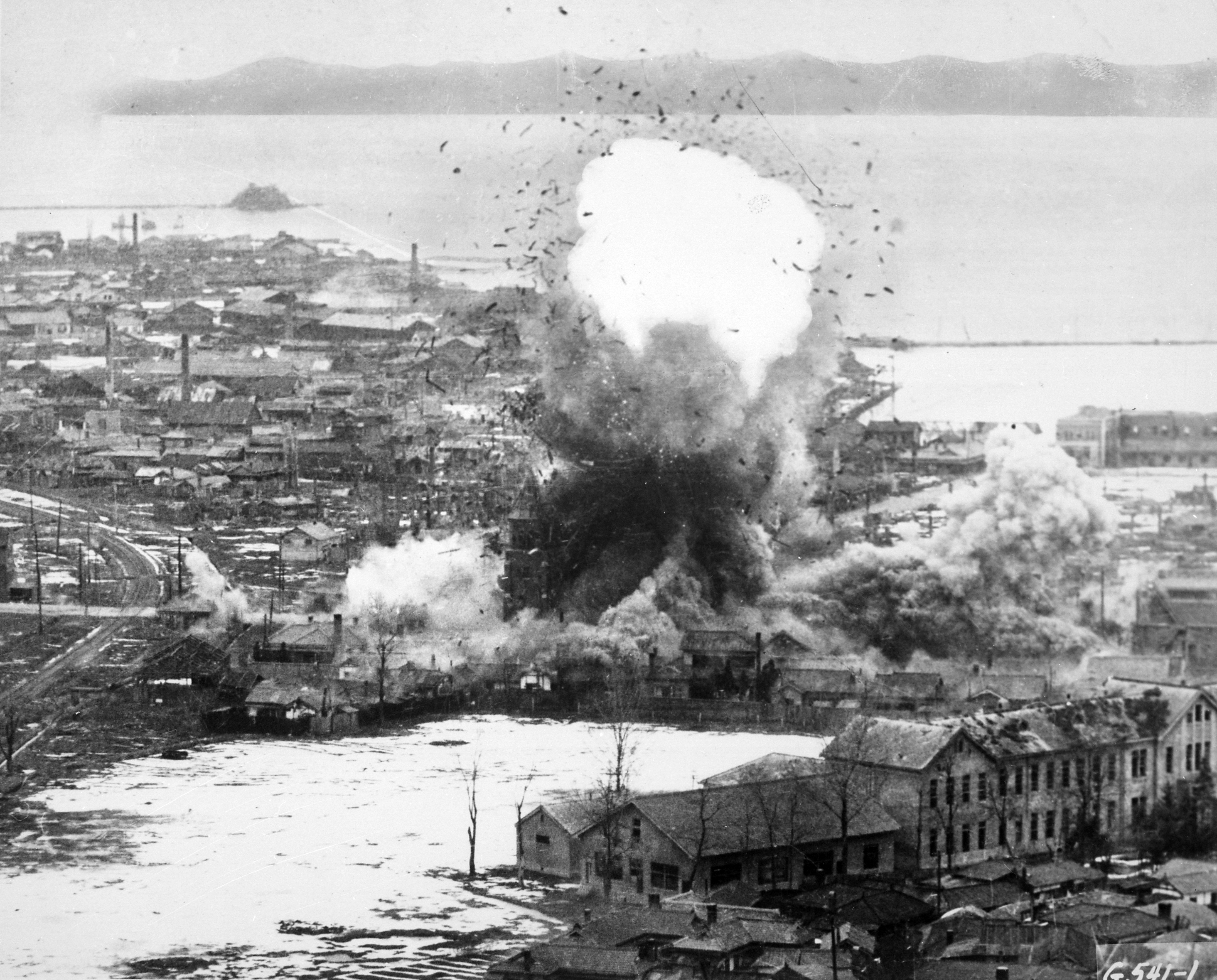
Авиаудар по Вонсану в 1951 году. Несмотря на удары сил ООН Вонсан остался единственным достаточно развитым портом для переправки небольших партий грузов и войск

В Северной Корее было мало больших взлётно-посадочных полос и самолётов, поэтому снабжение по воздуху могло быть только минимальным. Наиболее критически важные грузы ввозились из Китая. Кроме этих задач авиация почти не играла никакой роли в северокорейском снабжении. Северокорейцы также не могли эффективно использовать морской транспорт. Порты в Вонсане и Хыннаме могли использоваться для транспорта некоторого количества войск и грузов но они были неразвиты для полномасштабного снабжения, порт Инчхон на юге доставлял проблемы при приёме большого количества судов. На самом полуострове было мало путей для речного транспорта, мелкие речки не позволяли двигаться большим судам. Реки имели только местное значение для сражений. В начале войны северокорейцы несколько раз пытались снабдить свои части по морю или провести механизированные высадки десантов, но каждый раз терпели сокрушительные поражения. Силам ООН удалось установить эффективную морскую блокаду, практически полностью пресекая северокорейские действия на море. В частности были одержаны победы в морских боях у Пусана и Чумочина.
Из этого следовало, что шоссе и железные дороги Кореи занимали главное место в северокорейском снабжении. Северокорейцы получали грузы из Китая и СССР, хотя в то время ни Китай, ни СССР не участвовали в войне и не посылали боевые войска. Грузы доставлялись в Северную Корею по шести железнодорожным путям, пять шли через Маньчжурию и один из Сибири. Китай обладал весьма развитой железнодорожной сетью и множеством локомотивов. В Северную Корею по железной дороге могло доставляться 17,5 тыс. тонн грузов ежедневно. Полный объём поставок в Ссеверную Корею остаётся неясным. Историки полагают, что на пике военных действия китайцы доставляли не более 13 тыс. тонн грузов. Однако железные дороги были ориентированы главным образом с севера на юг, доставка в направлении восток — запад представляла трудности.
Захватив Сеул северокорейцы получили доступ к важным железнодорожным объектам. Однако ООН могло приобретать запасные части в Японии, а Северная Корея была лишена этого преимущества, поэтому железные дороги, находившиеся под контролем северокорейцев были хуже чем железные дороги, которыми располагала ООН, контролировавшая большую часть железных дорог на Корейском полуострове (4,8 тыс. км), 1, 5 тыс. локомотивов и 9 тыс. вагонов хотя большая часть их находилась в неисправном состоянии в ходе боёв.
Сеул также был ключевым автодорожным узлом Кореи. У него также было несколько важных точек соединения с Советским Союзом и Китаем, но он не предназначался для движения военных грузов, а погодные условия затрудняли движение по дорогам. Дороги в Корее по сравнению с железными дорогами обеспечивали 48 % перевозок.

### Движение к линии фронта
Превосходство пятой воздушной армии США в небе над Кореей вынуждало северокорейцев в первые месяцы войны прибегать ночному движению грузов. Северокорейцы в основном полагались на железную дорогу, но недостаток грузовиков вынуждал их использовать телеги и вьючный скот для доставки грузов кот железной дороги к боевым частям, что представляло собой основную проблему снабжения.

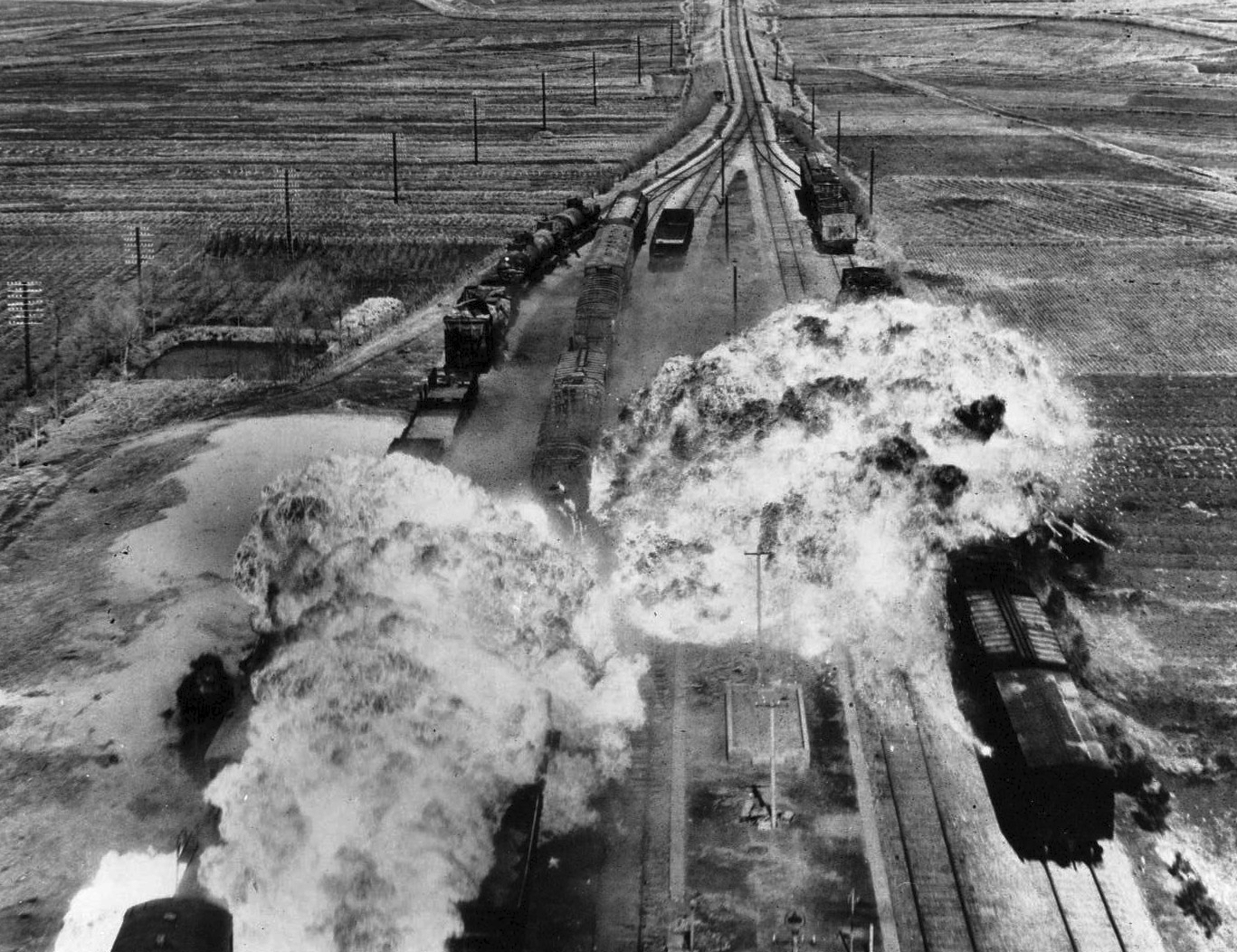
Удар американской авиации по железным дорогам к югу от Вонсана на восточном побережье Северной Кореи

После захвата Сеула северокорейцы построили два понтонных моста через реку Хан, один к северу, а другой к югу от главного железнодорожного автодорожного мостов. Стальной консольный мост на западе всё ещё был в хорошем состоянии несмотря на попытки американских ВВС уничтожить его. Почти четыре недели ВВС ежедневно бомбили мост, используя бомбы с замедлителем, намереваясь разрушить как сам мост, так и его опоры. 19 августа 19-я боевая группа сбросила 54 тонны бомб на мост, но он уцелел. Но в это же день самолёты с авианосцев нанесли новый удар, добившись восьми прямых попаданий, и разбили его.
Бомбардировки понтонных мостов через реку Ханган у Сеула проходили без успеха, пока FEAF (командование ВВС на Дальнем востоке) не приказало установить время взрыва на бомбах с замедлением на ночь 27 августа. Северокорейские рабочие, ремонтировавшие понтонные мосты понесли настолько тяжёлые потери, что ремонт мостов был полностью оставлен. Мосты так и остались недоделанными, когда силы ООН захватили Сеул.
Однако командованию КНА удалось обеспечить транспорт к линии фронта несмотря на длинные линии снабжения по которым наносились постоянные мощные удары. Авиации сил ООН не удалось пресечь движение военных грузов по железным дорогам. Боеприпасы и автомобильное топливо, имевшие высший приоритет среди грузов у северокорейцев продолжали прибывать на фронт, хотя и в уменьшенных количествах. В начале сентября северокорейцам удавалось доставлять тяжёлое вооружение: танки, артиллерию и миномёты, хотя с середины августа началось устойчивое снижение в артиллерии. Обеспечение боеприпасами для лёгкого стрелкового оружия также было удовлетворительным, но недостаток самого оружия стал заметен к середине августа, ситуация ухудшалась с каждой прошедшей неделей. Тыл середине августа мог обеспечить только треть требований фронта по лёгкому стрелковому оружию, в середине сентября доставка почти остановилась. Было почти невозможно достать новые грузовики. Одежда тоже не поставлялась. Рационов в лучшем случае хватало на один-два приёма пищи в сутки. Большинству частей приходилось хотя бы частично жить за счёт населения южной Кореи, отправляясь по ночам на сбор пищи и другого необходимого. К первому сентября ситуация с продовольствием настолько ухудшилась, что большинство солдат КНА, показывали упадок сил, что уменьшало боевую эффективность. В то же время тяжелораненые северокорейцы часто не эвакуировались в тыл для последующего лечения, многие умирали оставаясь на линии фронта.
Неэффективность северокорейской системы снабжения стала фатальной слабостью КНА, что заставило северокорейцев после первоначального успеха терпеть поражения в решающих битвах. Северокорейские коммуникации и снабжение буквально не поспевали за боевыми силами, идущими в прорыв из-за массированных ударов авиации, бронетехники и артиллерии, которые концентрировались в критических пунктах.
Для некоторых частей в разгар наступления критически требовались линии снабжения, особенно после перехода через реку Нактонган, где остались только несколько постоянных мостов. Третья дивизия КНА перестала получать пищу и боеприпасы после броска на Тэгу в середине августа, что вынудило один из полков дивизии оставить захваченную высоту 268. У выступа реки Нактонган 4-я дивизия КНА смогла доставлять грузы через реку на плотах, но всё же после переправы 5-го августа продолжала испытывать серьёзные затруднения с поставками пищи, боеприпасов, оружия и оборудования. Дивизии также пришлось отступить из-за проблем со снабжением. Части на востоке оказались ещё в более тяжёлой ситуации, снабжение затруднялось из-за гористой неровной местности:. 5-я и 12-я дивизии КНА наступавшие на Пхохан с 12 по 20 августа совсем не получали пищу и боеприпасы, что стало ключевой причиной их поражения. В некоторых случаях отчаявшиеся северокорейские части заставляли местных жителей отдавать им пищу. Северокорейские части наступали слишком быстро и их система снабжения вышедшая за свои пределы рухнула в наиболее критический момент военных действий. Тем не менее, боевой дух многих частей оставался на высоте. Северокорейцам приходилось искать пищу в сельской местности или совершать набеги на запасы сил ООН. Некоторым частям (например 766-й пехотный полк) это удавалось.

## Заключение
Историки признают, что в ожесточённых сражениях сил ООН и КНА где ни одна сторона не могла одержать верх одним из наиболее важных решающих факторов прогресса военных действий стала система снабжения. Хорошо снабжаемые части ООН смоги удержать позиции вдоль Пусанского периметра в то время как боевой дух и боевые возможности КНА стали падать, из-за растущих проблем со снабжением. Кульминация произошла когда силы ООН захватили Сеул, ключевой центр системы снабжения что привело к коллапсу управления обслуживания тыла КНА.
С началом сражений за Пусанский периметр снабжение стало играть всё более важную роль в исходе отдельных боёв. Частям ООН пришлось переоснащать части южнокорейской армии и поддерживать крупные военные силы, участвовавшие в полномасштабном военном конфликте, который настал неожиданно. Некоторые историки превозносят стратегов снабжения армии США за то, что они смогли организовать работающую систему снабжения сил ООН во время сражения. С началом войны США обладали ошеломляющим преимуществом в материалах, оставшихся после второй мировой войны и положились на их доставку в первые критические дни войны, в то время как новые материалы производились и доставлялись кораблями на театр военных действий. Другим решающим преимуществом стало превосходство в воздухе сил ООН. Ряд стран, выступивших за ООН в конфликте предоставили большое количество самолётов, так что материалы могли доставляться быстро. В то же время американские армейские стратеги выбрали порт Пусан как основной для доставки. Пусан был самым развитым портом в Корее, что также дало преимущество силам ООН. Там могло разгружаться большое количество кораблей. Обладая большим океанским флотом и сильной экономической базой в Японии силы ООН смогли эффективно использовать порт Пусан. Благодаря этим преимуществам силы ООН смогли поддерживать стабильные линии снабжения в течение всей битвы за периметр.
Северокорейцы заранее спланировали вторжение в Корею и создали систему снабжения, что дало им преимущество, но не смогли поддержать эффективную работу снабжения. Силам ООН удалось с успехом применить широкомасштабную операцию по сдерживанию: северокорейские грузы и линии снабжения страдали от бомбардировок авиации ООН. Тем не менее, поставку грузов остановить не удалось, историки также хвалят северокорейцев за то что они смогли поддерживать снабжение ставшее целью массированных бомбардировок. Всё же бомбардировки привели к сокращению снабжения и нивелировали преимущество в обладании железными дорогами, поскольку грузы с большим трудом переправлялись с поездов к частям КНА. Северокорейцы которым первоначально сопутствовал успех не смогли наладить эффективную противовоздушную оборону против ВВС сил ООН и также не смогли провести эффективное сдерживание со своей стороны. Это привело к тому, что снабжение ограничивало боевые действия предпринимаемые КНА, тыловое обеспечение не могло поддерживать отряды в наступлении и северокорейские части оказывались фактически без обеспечения во время ключевых сражений, что снижало их боеспособность. Неэффективность системы обеспечения КНА не позволила им захватить Пусанский периметр и позволила силам ООН защищаться пока не была проведена контратака в Инчхоне. Высадка сил ООН в тылу северокорейцев привела к коллапсу северокорейского фронта и в итоге завершила сражение за Пусанский периметр.